# Claude Bourguignon
Pour les articles homonymes, voir Bourguignon.
Claude Bourguignon, né en 1951 à Paris, est un ingénieur agronome français, ancien assistant de recherche à l'INRA. Avec sa femme, Lydia Bourguignon, ils ont fondé le Laboratoire d'analyse microbiologique des sols (LAMS),, une entreprise de conseils agronomiques, qui vend ses prestations, essentiellement aux viticulteurs. Il travaille en France, ainsi qu'en Europe, en Amérique et en Afrique.
Il est parmi les premiers, dans les années 1970, à avoir alerté sur la dégradation rapide de la biomasse (perte d'humus) et l'amenuisement de la richesse des sols en micro-organismes (bactéries et champignons), ainsi que sur la baisse de productivité des sols agricoles européens ou des sols tropicaux ou subtropicaux auxquels on applique les mêmes méthodes.

## Biographie
Claude Bourguignon est un ingénieur agronome diplômé de l'Institut national agronomique Paris-Grignon (INA P-G) Il a d'abord travaillé au centre INRA de Dijon en qualité d'Assistant de recherches en 1981, où ses travaux (méthode de mesure de l’activité biologique des sols) ont selon lui suscité peu d'intérêt de la part de l'industrie des biotechnologies agricoles. Voyant par ses relevés d’activité biologique que les sols cultivés en labour avec des apports d'engrais chimiques et de pesticides perdaient leurs populations microbiennes et fongiques, et « mouraient » en perdant aussi leurs nutriments et en s'érodant de manière accélérée, il est devenu l'un des promoteurs, développeurs et spécialistes des techniques de restauration et de préservation des sols agricoles par des techniques respectueuses de la vie du sol et de son fonctionnement en tant qu'agro-écosystème complexe.
Claude Bourguignon est par ailleurs conférencier et formateur, membre de la Société d’écologie, de la Société américaine de microbiologie, enseignant à l'ancienne école d'agrobiologie de Beaujeu. Sa femme Lydia y enseigne la biodynamie. Il a déploré l'absence de chaire officielle de microbiologie des sols en France (depuis que le secteur microbiologie des sols de l’Institut Pasteur a été fermé), ce qui s'est traduit par le manque de formation en microbiologie chez les pédologues et agronomes. Néanmoins il existe des unités de recherche en microbiologie des sols depuis longtemps au sein de l'INRA (centre de Dijon à partir de 1971 et centre de Nancy), de l'ORSTOM (ancêtre de l'IRD) et du CNRS (centre de Nancy, depuis 1962),.
Avec sa femme Lydia Gabucci-Bourguignon, maître es-sciences, ils quittent l'INRA pour s'installer à leur compte, et fondent, en 1989, le Laboratoire d’analyse microbiologique des sols (LAMS), qui analyse sur le plan physique chimique et biologique les sols agricoles, viticoles (ou autres, golfs par exemple), afin d’aider les agriculteurs ou leurs gestionnaires à obtenir de meilleurs rendements, par une meilleure connaissance et prise en compte du fonctionnement des sols.

### Famille
Claude Bourguignon est le fils du psychiatre André Bourguignon et le frère cadet de l'actrice Anémone, de son vrai nom Anne Bourguignon.

## Théorie et recommandations
Les outils et concepts qu'ils ont développés sont souvent utilisés par les agriculteurs biologiques ou biodynamiques qui ont des sols beaucoup plus actifs et riches en organismes vivants et en biodiversité que ceux de l'agriculture dite « conventionnelle » où l'apport d'engrais, les engins trop lourds et l'irrigation accélèrent la perte de matière organique, d'où une diminution de la faune qui s'en nourrit.
Le labour et les techniques d'agriculture intensive continuent néanmoins à être utilisés. Claude Bourguignon estime qu'on perd aujourd’hui sur un sol agricole d'agriculture conventionnelle en moyenne « 10 tonnes de sol par hectare et par an » (dans certains cas, on atteint 100 tonnes par an et par ha dans les zones où le sol est plus fragile, par exemple dans le bassin de la Canche du Pas-de-Calais, au nord de la France).
Il estime que l'agriculture européenne va obligatoirement devoir changer car elle n'est plus compétitive (79 % des agriculteurs ont disparu en 50 ans), ne survit que grâce aux subventions, et génère des produits de mauvaise qualité.
Il souhaite que les pratiques agricoles changent et qu'on apprenne à cultiver un sol sans l'éroder. Il conteste l'idée que le sol est un support inerte qui nécessite qu'on y ajoute de l'engrais (rendant ainsi les plantes malades et obligeant à utiliser des pesticides pour les soigner). Il indique que le sol, loin d'être inerte, contient 80 % de la biomasse de la Terre et ne nécessite aucun engrais et donc aucun pesticide. Il recommande également de changer les habitudes relatives aux espèces cultivées en remplaçant par exemple la culture du maïs (trop consommatrice d'eau et peu adaptée au climat européen) par celle du sorgho.
Il prône le retour aux haies et à une agriculture agro-sylvo-pastorale. Il partage l'avis de nombreux autres scientifiques agronomes sur l'intérêt du bois raméal fragmenté dans le processus de régénérescence des sols morts. Il a néanmoins mis en garde à plusieurs reprises contre son usage déraisonné, et démenti d'avoir prôné son usage massif et intensif. Le bois raméal fragmenté permet de réintroduire le règne fongique dans les sols morts, mais il n'est qu'une partie de la solution au problème, et son usage dépend du type de sol.

## Critiques
On reproche, entre autres, à Claude Bourguignon des propos qui seraient simplistes, exagérés, ou catastrophistes. Notamment des citations comme « le sol est mort » ou « nous ne faisons plus d’agriculture en Europe. Nous essayons de maintenir vivantes des plantes qui ne demandent qu’à mourir. »
D'après un journaliste du Monde, le couple serait perçu à l'INRA, qu'ils ont quitté en 1989, « comme des amateurs trop peu soucieux d'étayer scientifiquement leurs discours alarmistes ». 
L'AFIS reproche à Claude Bourguignon son soutien à la biodynamie.  Il lui est reproché d'avoir une posture « seul contre tous », qui ne tiendrait pas compte des travaux des autres spécialistes de science du sol.

Le journaliste Frédéric Denhez reconnaît leur rôle pionnier dans la dénonciation de la dégradation des sols mais regrette leur discours « caricatural, anthropomorphique, empruntant avec plaisir la route des raccourcis » : 

« Le simplisme est l'arme nucléaire des Bourguignon… À écouter la succession d'exemples, tous les sols sont en vérité identiques. Picard ou malgache, c'est pareil. Un sol est un être vivant, partout sur Terre. »

En juin 2017, le SNETAP FSU, principal syndicat d'enseignants des lycées agricoles publics, demande et obtient du ministère de l'Agriculture l'interdiction de toute conférence du couple Bourguignon dans ces lycées. Bien que reconnaissant la justesse du discours de fond tenu par le couple, le syndicat le juge parfois simpliste et violent, notamment à l'encontre des grands lobbys industriels ou bancaires qui contrôleraient selon eux les programmes des lycées agricoles. Il argue également de leur affinité présumée avec des médias proches de milieux complotistes, confusionnistes ou d’extrême droite et de leur participation à une conférence organisée par le Front national à Paris le 8 décembre 2016. Quelques jours après l'arrêté d'annulation du ministère de l'Agriculture, le couple Bourguignon dément sa participation présumée à la conférence organisée par le Front national et annonce qu'il envisage de porter plainte contre ce parti.

## Publications
- avec Lydia Bourguignon, Le Sol, la terre et les champs : pour retrouver une agriculture saine, Paris, Sang de la Terre, « Les dossiers de l'écologie », 1989, dernière réédition : 2022, 246 p.  (ISBN 978-2-8698-5411-6)
- avec Lydia Bourguignon, Manifeste pour une agriculture durable, éditions Actes Sud, 2017, 80 p. (ISBN 978-2-3300-7598-9)
- avec Lydia Bourguignon, Pourquoi ne faisons-nous rien pendant que la maison brûle ?, Éditions d'en bas, 2022, 135 p.  (ISBN 978-2-8290-0645-6)

## Filmographie
Claude Bourguignon intervient dans plusieurs films : 
- À bio toute du DVD SOS Planet Earth de Guy Deffeyes, 2002
- Alerte à Babylone de Jean Druon, 2005
- Sous les pavés, la terre de Thierry Kruger et Pablo Girault, 2009
- Solutions locales pour un désordre global de Coline Serreau, 2010
- Le Temps des grâces de Dominique Marchais, 2010
- Voyage entre sol et terre de Jean Will, 2010
- Cultures en transition de Nils Aguilar, 2012
- Les sols à l'agonie, peut-on encore les sauver ? chaîne YouTube Thinkerview, février 2023